# Chaetomidium arxii
Chaetomidium arxii är en svampart som beskrevs av Benny 1980. Chaetomidium arxii ingår i släktet Chaetomidium och familjen Chaetomiaceae.   Inga underarter finns listade i Catalogue of Life.